# Lazzaroni
Lazzaroni – nazwa ubogiej grupy społecznej żyjącej w dawnym Neapolu, której przedstawiciele trudnili się żebractwem.
Nazwa pochodzi od kościoła św. Łazarza, który służył im jako schronienie. Według różnych źródeł wielkość grupy szacuje się na 40000-50000 ludzi. Lazzaroni odgrywali ważną rolę w życiu politycznym miasta. W czasie rewolty 7 lipca 1647 przeciwko księciu d'Arcos, wicekrólowi Hiszpanii, stanowili główną siłę przywódcy rewolty Masaniello. Podczas kampanii włoskiej Napoleona Bonaparte, przeciwstawili się wojskom francuskim, stając po stronie Burbonów. W okresie zjednoczenia Włoch zostali sojusznikiem Garibaldiego.